# Prowincja Carbonia-Iglesias
Prowincja Carbonia-Iglesias (wł. Provincia di Carbonia-Iglesias) – prowincja we Włoszech. 
Nadrzędną jednostką podziału administracyjnego jest region (tu: Sardynia), a podrzędną jest gmina.
Działała do 4 lutego 2016.
Liczba gmin w prowincji: 23.